# San Miguel de Lozano
San Miguel de Lozano är en ort i Mexiko.   Den ligger i kommunen Tecomatlán och delstaten Puebla, i den sydöstra delen av landet, 170 km sydost om huvudstaden Mexico City. San Miguel de Lozano ligger 1 022 meter över havet och antalet invånare är 427.
Terrängen runt San Miguel de Lozano är lite kuperad. Runt San Miguel de Lozano är det ganska glesbefolkat, med 29 invånare per kvadratkilometer. Närmaste större samhälle är Tulcingo de Valle, 9,8 km väster om San Miguel de Lozano. I omgivningarna runt San Miguel de Lozano växer huvudsakligen savannskog.